# Броніславув (гміна Ясенець)
Броніславув (пол. Bronisławów) — село в Польщі, у гміні Ясенець Груєцького повіту Мазовецького воєводства.
Населення — 127 осіб (2011).
У 1975-1998 роках село належало до Радомського воєводства.

## Демографія
Демографічна структура станом на 31 березня 2011 року:
|          | Загалом | Допрацездатний вік | Працездатний вік | Постпрацездатний вік |
| -------- | ------- | ------------------ | ---------------- | -------------------- |
| Чоловіки | 61      | 8                  | 39               | 14                   |
| Жінки    | 66      | 11                 | 39               | 16                   |
| Разом    | 127     | 19                 | 78               | 30                   |